# Chamvres
Chamvres – miejscowość i gmina we Francji, w regionie Burgundia-Franche-Comté, w departamencie Yonne.
Według danych na rok 1990 gminę zamieszkiwało 619 osób, a gęstość zaludnienia wynosiła 111 osób/km² (wśród 2044 gmin Burgundii Chamvres plasuje się na 383. miejscu pod względem liczby ludności, natomiast pod względem powierzchni na miejscu 1204.).